# قناة (جغرافيا)

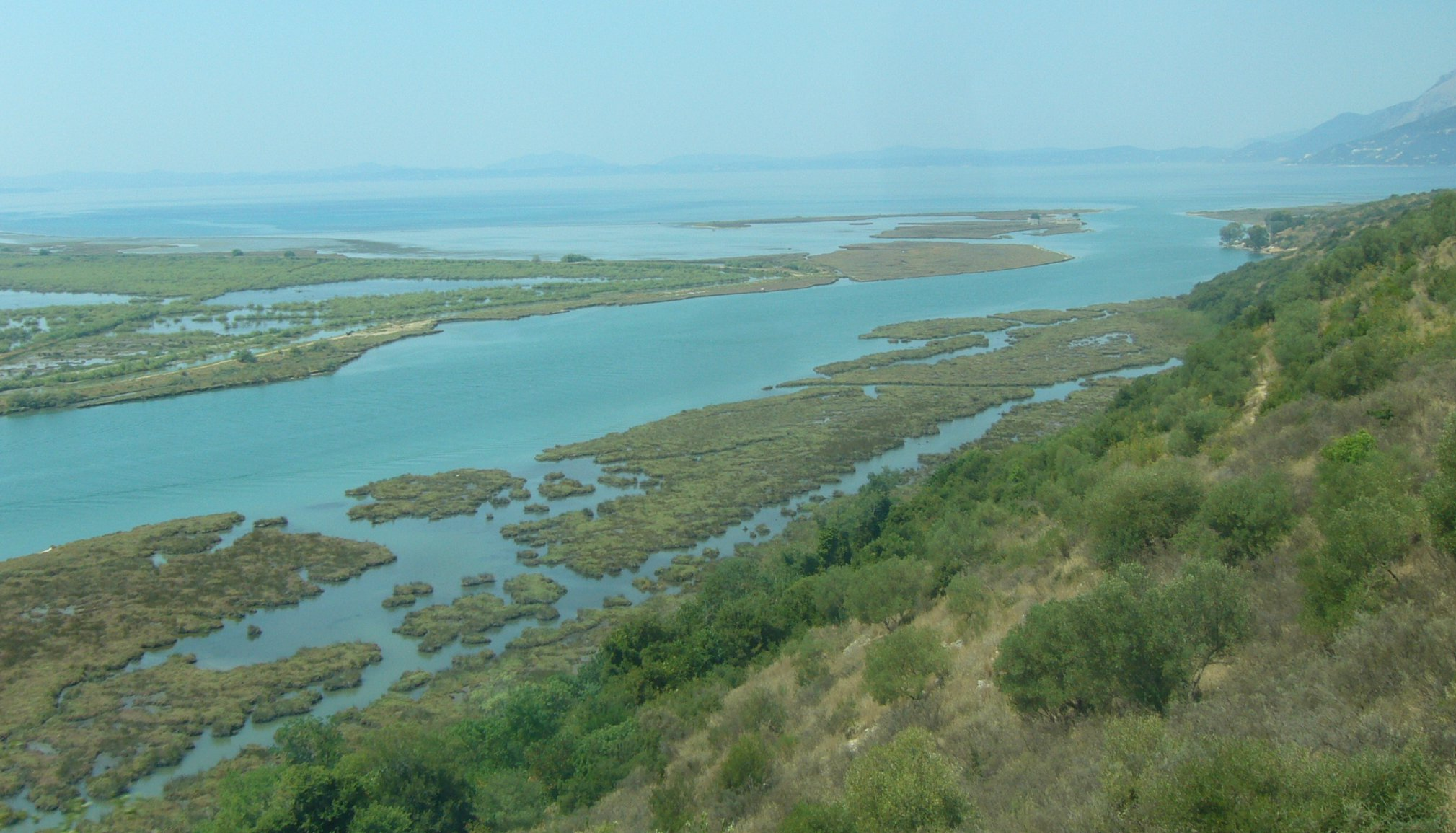
تربط قناة فيفاري في ألبانيا بحيرة بوترينت بمضيق كورفو.

في الجغرافيا الطبيعية، تكون القناة عبارة عن نوع من أنواع التضاريس الأرضية تتكون من خطوط عريضة لمسار جسم سائل ضحل نسبيًا وضيق النطاق، وغالبًا ما يكون محصورًا في النهر أو دلتا النهر أو المضيق .
يعد التدفق الأرضي عاملًا رئيسيًا في بدء القناة حيث يتعمق تدفق التشبع فوق الأرض لزيادة إجهاد القص وبدء شق القناة. تتلاقى التدفقات البرية في المنخفضات الطوبوغرافية حيث تبدأ قناة البدء. تكوين التربة، والغطاء النباتي، وهطول الأمطار، والطوبوغرافيا تملي كمية ومعدل التدفق البري. يحدد تكوين التربة مدى سرعة حدوث التشبع وتأخر القوة المتماسكة لسحب المواد من التدفقات البرية.

## التشكيل
يشير بدء القناة إلى الموقع على منحدر جبلي حيث يبدأ تدفق المياه بين الضفاف التي يمكن تحديدها. يُشار إلى هذا الموقع برأس القناة، وهو يمثل حدًا مهمًا بين عمليات انهيار سفوح التلال والعمليات النهرية. رأس القناة هو الجزء الأكثر ارتفاعًا من شبكة القنوات ويحدَّد من تدفق المياه بين الضفاف المحددة. يتشكل رأس القناة عند تراكم جريان المياه السطحية و/أو التدفق تحت الأرضي إلى نقطة يمكن لإجهاد القص التغلب على مقاومة سطح الأرض للتعرية. غالبًا ما ترتبط رؤوس القنوات بالركام السفحي والأجواف والانزلاقات الأرضية.
يعد جريان المياه السطحية عاملًا أساسيًا في بدء القناة حيث يزداد جريان المياه السطحية التشبعية عمقًا لزيادة إجهاد القص وبدء شق القناة. تتلاقى تدفقات المياه السطحية في المنخفضات الطوبوغرافية حيث تبدأ بداية القناة. يفرض تركيب التربة والغطاء النباتي والهطول والطبوغرافيا كمية ومعدل جريان المياه السطحية. يحدد تركيب التربة سرعة حدوث التشبع وقوة التماسك التي تعيق سحب المادة من جريان المياه السطحية. يبطئ الغطاء النباتي معدلات التسرب أو الترشيح أثناء أحداث الهطول، وترسخ جذور النباتات في التربة على سفوح التلال.
يخل التدفق تحت الأرضي من استقرار التربة ويطفو على سفوح التلال من جديد حيث تتكون رؤوس القنوات غالبًا. يؤدي هذا غالبًا إلى حدوث رؤوس قنوات وانزلاقات أرضية مفاجئة. تتشكل التجاويف نتيجة للتدفقات تحت الأرضية المركزة حيث يكون الركام السفحي في تدفق مستمر. غالبًا ما تنتقل رؤوس القنوات المرتبطة بالتجويفات في الأراضي شديدة الانحدار لأعلى وأسفل سفوح التلال اعتمادًا على كمية الرواسب والهطول.

## قنوات طبيعية
توجد القنوات الطبيعية عبر الأرض، وتتشكل بواسطة العمليات النهرية. تتشكل هذه القنوات في الغالب من المياه المتدفقة من دورة الماء، على الرغم من أنه يمكن أيضًا تتشكل من سوائل أخرى مثل قنوات الحمم التي تتشكل من الحمم البركانية المتدفقة. تصف القنوات أيضًا المسار الأعمق عبر الشعاب المرجانية أو المياه الضحلة (ضحضاح المياه) أو الخليج أو أي مسطح مائي ضحل. يعد بار كولومبيا (ضحضاح كولومبيا) -مصب نهر كولومبيا- مثالًا على نهر يمر عبر ضحضاح.
تعد قناة المجرى حجزًا طبيعيًا لمجرى مائي (نهر)، ويتكون من قاع المجرى وضفتيه. توجد قنوات المجرى في أشكال هندسية متنوعة. يتحكم الماء وحركة الرواسب بنشأة قنوات المجرى وتطورها. هناك فرق بين تدرجات الانحدار المنخفضة (أقل من 2% في التدرج أو المنحدرة قليلًا)، والتدرجات العالية (منحدرة بشدة). يمكن تمييز مجموعة متنوعة من أنواع قنوات المجرى (مثل الأنهار المجدولة والمتجولة والمتعرجة وغيرها). خلال الفيضانات، قد يتجاوز تدفق المياه سعة القناة، ما يؤدي لتسرب مياه الفيضانات من القناة وعبر قاع الوادي أو السهل الفيضي أو منطقة الصرف (مستجمع مائي).
أمثلة على الأنهار المحاصَرة في قنواتها: غراند كانيون أو الأخدود العظيم وغنيسون الأسود.
في سياق بحري أوسع، وكاسم مكان جغرافي، يعد مصطلح «قناة» مرادف آخر لمضيق، الذي يُعرف بأنه مسطح مائي ضيق نسبيًا يربط بين مسطحين مائيين أكبر. في هذا السياق البحري، تعتبر مصطلحات المضيق والقناة واللسان البحري والممر، مرادفة، وعادةً ما تكون قابلة للتبادل. على سبيل المثال، في الأرخبيل، يسمى الماء بين الجزر عادةً قناة أو ممر. تعد القناة الإنجليزية مضيقًا بين إنجلترا وفرنسا.

## قنوات التدفق المائي
يوصَف شكل القناة من حيث الهندسة الرياضية (خطة، مقطع عرضي، منظر جانبي) المتضمنة مواد قاعها وضفتيها. يخضع هذا الشكل تحت تأثير قوتين رئيسيتين: تصريف المياه وكمية الرواسب. بالنسبة للقنوات غير القابلة للتعرية، يمكن وصف الاعتماد المتبادل لمعاملاتها من الناحية النوعية من قبل مبدأ لين (أو علاقة لين): يتناسب حاصل ضرب حمل الترسب وحجم جسيمات القاع مع حاصل ضرب التصريف وميل القناة.

## قنوات الملاحة البحرية
تُستخدم بصفة خاصة كمصطلح بحري ليعني المسار المجروف والمخصص للسفر الآمن الذي يضمن الكيان الحكومي المُعرف، أن يكون له أدنى عمق من خلال عرضه الأدنى المحدد لكل السفن العابرة للمسطحات المائية. لا يشمل المصطلح فقط أجزاء السفن الصالحة للملاحة والمجروفة عميقًا من المصب أو النهر المؤدية إلى مرافق الموانئ، بل يشمل أيضًا القنوات الأقل وصولًا إلى مرافق ميناء السفن مثل المارينا. عند عبور القنوات المجروفة من طين الخليج أو القاع الرملي، غالبًا ما يكون التجريف المتكرر ضروريًا بسبب الحركة غير المستقرة لاحقًا للترب القاعية.
تختلف مسؤولية مراقبة ظروف الصلاحية للملاحة لقنوات الملاحة إلى مختلف مرافق الموانئ، وكثيرًا ما يقوم طرف ثالث بأعمال الصيانة الفعلية. تؤثر العواصف وحالات البحر والفيضانات والترسيب الموسمي تأثيرًا سلبيًا على الصلاحية للملاحة. في الولايات المتحدة، تتم مراقبة قنوات الملاحة وصيانتها من قبل فيلق القوات البرية الأمريكي الهندسي، على الرغم من أن عمليات التجريف تتم غالباً من قبل مقاولين خاصين (تحت إشراف الفيلق). يراقب الفيلق أيضًا نوعية المياه وبعض عمليات الإصلاح. أنشئ هذا لأول مرة بموجب قانون الأنهار والمرافئ لعام 1899 وعُدل بموجب قوانين أعوام 1913 و1935 و1938. على سبيل المثال، طور الفيلق الهندسي ممر الساحل الداخلي المائي، ولديه قسم وادي الميسيسبي المسؤول عن نهر الميسيسبي من الخليج إلى القاهرة التابعة لولاية إلينوي، وقسم شمال الأطلسي في مرفأ نيويورك وميناء بوسطن، وقسم جنوب المحيط الهادئ لميناء لوس أنجلوس وميناء لونج بيتش. تقع مسؤولية مراقبة المجاري المائية وبعض حالات التسريب الطارئ على حرس السواحل الأمريكي، بما في ذلك القنوات الداخلية التي تخدم موانئ مثل سانت لويس على بعد مئات الأميال من أي ساحل. تحتفظ مختلف الولايات أو الحكومات المحلية بقنوات أقل، مثل قناة إيري السابقة.

## قنوات الفضاء الخارجي
توجد قنوات طبيعية فضائية في مكان آخر في النظام الشمسي غير الأرض، وتوجد أطول وأوسع قنوات التدفق الخارجي على كوكب المريخ وقنوات كوكب الزهرة البالغ عرض العديد منها عشرات الكيلومترات (على سبيل المثال، يبلغ طول شبكة القنوات المتدفقة من حوض أرجير على المريخ 8000 كم، بينما يبلغ طول بالتيس فاليس في الزهرة 7000 كم مقارنة بطول النيل البالغ 6650 كم، أكبر قناة نشطة على الأرض). لا يُعرف التكوين الدقيق لهذه القنوات القديمة الكبيرة، رغم أنه من المفترض أن تلك الموجودة على المريخ ربما تشكلت بسبب الفيضانات الكارثية وعلى الزهرة بفعل تدفق الحمم. في علم الكواكب، يستخدم مصطلح «الأخدود القمري» أحيانًا في تكوينات مماثلة موجودة على القمر وعطارد، ذات منشأ غير مقنع. اكتُشفت القنوات أيضًا مؤخرًا على قمر تيتان (أكبر أقمار زحل). تمتلك أقمار زحل القنوات الوحيدة النشطة بشكل دائم في النظام الشمسي غير الأرض، أكبرها معروف بطول 400 كم. يُعتقد أن هذه القنوات تتكون من هيدروكربونات متدفقة في الدورة المنهجية المفترضة (مناخ تيتان).